# Mecklenburgerbocht
De Mecklenburgerbocht (Duits: Mecklenburger Bucht or Mecklenburgische Bucht; Deens: Mecklenburg Bugt) is een baai in de Oostzee, tussen Duitsland en Denemarken. De baai wordt in het zuiden begrensd door de Duitse deelstaten Mecklenburg-Voor-Pommeren en Sleeswijk-Holstein. In het noorden liggen de Deense eilanden Lolland, Falster en Møn. 
De Lübeckerbocht en de Wismarerbocht zijn onderdeel van de Mecklenburgerbocht. In het westen gaat de Mecklenburgerbocht bij het eiland Fehmarn over in de Kielerbocht en de Fehmarnbelt. De baai loopt van dit eiland Fehmarn in het westen tot aan het schiereiland Darß in het oosten. Naast de eerdergenoemde baaien vormen ook de Neustädterbocht en de Boltenhagenbocht een onderdeel van de Mecklenburgerbocht.

## Plaatsen en havens
De belangrijkste plaatsen, en ook havens, aan de Mecklenburgerbocht zijn de Hanzesteden Lübeck, Rostock en Wismar. Andere plaatsen aan de baai zijn: 

### Sleeswijk-Holstein
- Burg auf Fehmarn (Fehmarn)
- Großenbrode
- Dahme
- Kellenhusen
- Grömitz
- Neustadt in Holstein
- Sierksdorf
- Scharbeutz
- Timmendorfer Strand
- Lübeck-Travemünde

### Mecklenburg-Voor-Pommeren
- Boltenhagen
- Insel Poel
- Rerik met het schiereiland Wustrow
- Heiligendamm (stadsdeel van Bad Doberan)
- Kühlungsborn
- Warnemünde (stadsdeel van Rostock)
- Graal-Müritz
- Dierhagen
- Wustrow
- Ahrenshoop
- Darß

## Baltisch Schild en Blinkermuur
In 2024 werd een 971 meter lange prehistorische muur ontdekt op een diepte van 21 meter, ongeveer 10 kilometer uit de kust. Naar het nabije onderzeese eiland Blinker werd deze aangeduid als Blinkermuur. Er wordt aangenomen dat het de oudste megastructuur van Europa is (ongeveer 10.000 jaar oud) en dat jager-verzamelaars hiermee kuddes rendieren naar een smalle strook dreven om ze aan te vallen.
De muur werd gebouwd op het land (misschien langs een meer) in de periode na het Weichselien, toen het grootste deel van het zuidelijke Oostzeegebied droog land was. In de millennia hierna zorgde de postglaciale opheffing ervoor dat het Baltisch Schild omhoog ging, wat weer leidde tot bodemdaling van de huidige zuidelijke Oostzee, waardoor deze volstroomde met water en de muur onder water kwam te liggen. Zo zijn er meerdere artefacten uit de Steentijd bewaard gebleven, die waarschijnlijk verloren zouden zijn gegaan als ze boven water waren gebleven. Een andere locatie waar dit soort vondsten zijn gedaan is Doggerland, ten westen van Denemarken.